# Sandra Franzo
Sandra Franzo (Jesolo, 15 dicembre 1966) è un'attrice italiana.

## Televisione
- Les Italiens, regia di Umberto Silva (1988)
- Classe di ferro 2, regia di Bruno Corbucci - serie TV (1990)
- Tequila & Bonetti, regia di Bruno Nappi e Maurizio Simonetti - serie TV (2000)
- Ruvido, regia di Fabio Tonicelli (2001)
- Casa famiglia 2, regia di Tiziana Aristarco - serie TV (2002)
- Attacco allo stato, regia di Michele Soavi - miniserie TV (2006)
- Distretto di Polizia 6, regia di Antonello Grimaldi - serie TV, episodio 6x20 (2006)
- R.I.S. 3 - Delitti imperfetti, regia di Alexis Sweet e Pier Belloni - serie TV, 6 episodi (2007) - Ruolo: Daria Di Giacomo
- Distretto di polizia 8, regia di Alessandro Capone e Matteo Mandelli - serie TV (2008) - Ruolo: medico legale
- Intelligence - Servizi & segreti, regia di Alexis Sweet - serie TV (2009) - Ruolo: Michela Donà
- La porta rossa, regia di Carmine Elia - serie TV, episodio 1 (2017)
- Blanca, regia di Jan Maria Michelini e Giacomo Martelli - serie TV, episodio 1x01 (2021)
- Don Matteo, registi vari  – serie TV, episodio 13x7 (2022)

## Cinema
- L'appuntamento, regia di Maurizio Imbriale (1989) - Cortometraggio.
- L'ultimo dei buoni, regia di Maurizio Gaudio (1993)